# Erice passito
L'Erice Passito è un vino DOC prodotto nell'area collinare circostante il territorio dell'agro ericino, i cui vigneti sono situati tra i 200 e i 650 metri d'altitudine, in parte dei comuni di Buseto Palizzolo, Erice, Valderice, Custonaci, Castellammare del Golfo, Trapani.
Tutti in provincia di Trapani.

## Vitigni con cui è consentito produrlo
- Zibibbo minimo 95%
- altri vitigni a bacca bianca, idonei alla coltivazione della Regione Siciliana, fino ad un massimo del 5%.[1]

## Tecniche di produzione
L'Erice passito deve essere ottenuto da uve appassite in fruttaio e/o in pianta.

## Caratteristiche organolettiche
- colore: da giallo paglierino a dorato;
- profumo: caratteristico, persistente;
- sapore: dolce, armonico;